# Кер (Горња Лоара)
Кер (фр. Cayres) насеље је и општина у централној Француској у региону Оверња, у департману Горња Лоара која припада префектури Пиј ан Веле.
По подацима из 2011. године у општини је живело 712 становника, а густина насељености је износила 24,37 становника/km². Општина се простире на површини од 29,22 km². Налази се на средњој надморској висини од 1 180 метара (максималној 1.382 m, а минималној 971 m).

## Демографија
| 1962. | 1968. | 1975. | 1982. | 1990. | 1999. | 2011. |
| ----- | ----- | ----- | ----- | ----- | ----- | ----- |
| 607   | 699   | 614   | 589   | 511   | 613   | 712   |

График промене броја становника у току последњих година